# Peter Crow C.

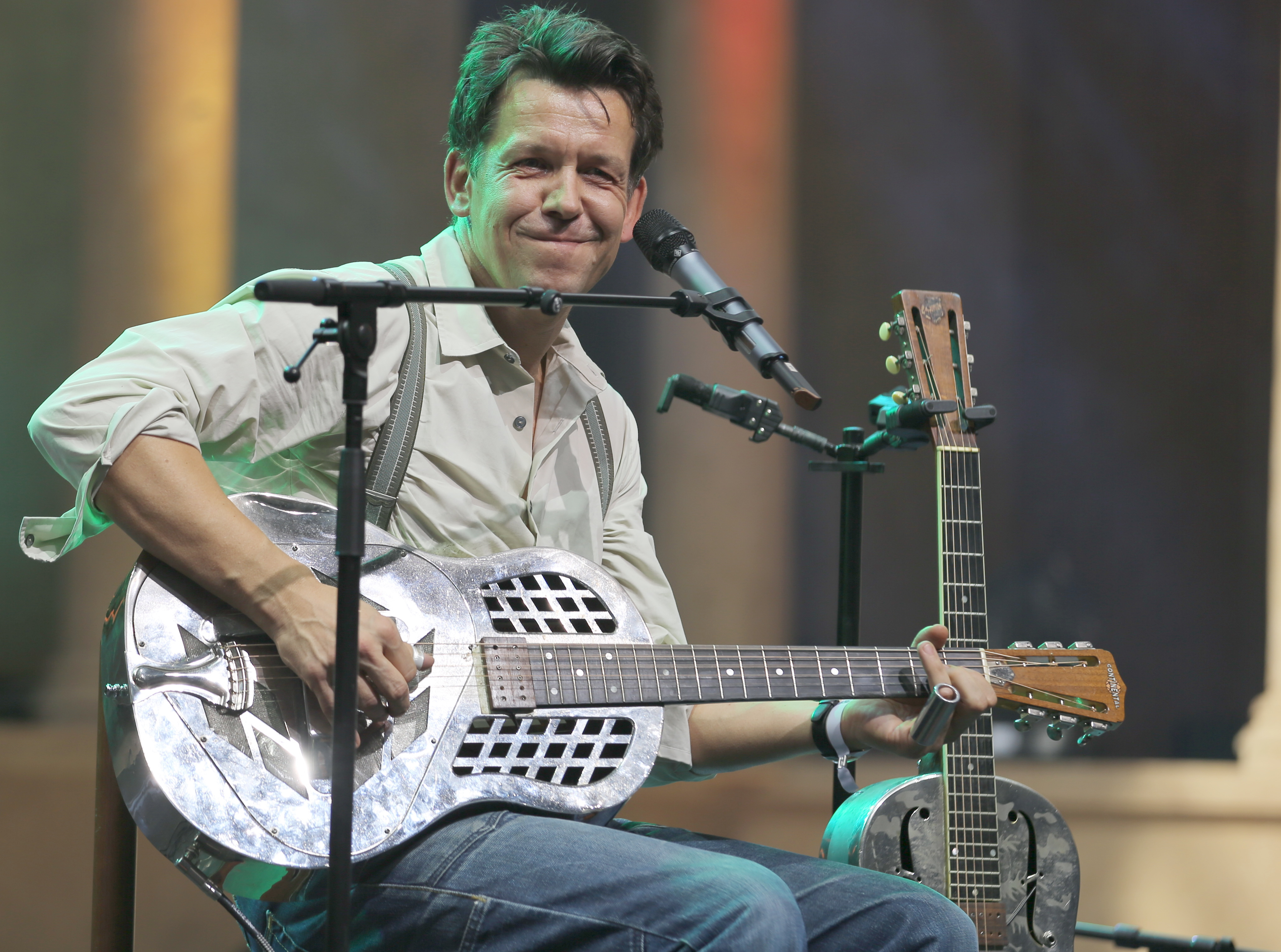
Peter Crow C., 2016

Peter Crow C. (* 29. Januar 1967 als Peter Krause in München) ist Gitarrist, Harpspieler (Mundharmonika) und Sänger. Seine Leidenschaft gilt dem schwarzen amerikanischen Blues der 1920er bis 1940er Jahre. Er spielte in der Band The Crazy Hambones.

## Werdegang
Krause entdeckte mit 18 Jahren seinen Spaß am Gitarrenspiel. Seine erste Berührung mit dem Blues war eine LP von Blind Blake. Nach ein paar musikalischen Ausflügen zum Bebop (Charlie Parker oder Wes Montgomery) wandte er sich bald endgültig dem Blues zu.
Von seinen Reisen in die USA (New Orleans, Mississippi-Delta, Boston) brachte er neue Inspirationen. Krause schrieb über die Hälfte seiner Songs auf seinem Album "Greedy Woman Blues" selbst und präsentierte auf dieser CD auch musikalisch eine ausgesprochene stilistische Vielfalt. Für dieses Album erhielt er 2005 den deutschen Schallplattenpreis.
Gemeinsam mit dem Berliner Schlagzeuger Michael Maass und dem Sänger / Harpspieler Paul Orta spielte er 2004 die CD "Coolstep" ein, die 2005 den Blues Poll für das beste deutsche Bluesalbum erhielt. Orta musste kurz darauf aus gesundheitlichen Gründen aussteigen. Dafür kam der Blues-Harpspieler Henry Heggen in die Band. Unter dem Namen The Crazy Hambones tourten sie seitdem nicht nur durch Deutschland. Im Jahr 2007 nahmen sie die CD "Blowin the family jewels" auf.
Krause änderte seinen Namen nach Verwechslungen mit dem Sänger Peter Kraus in Crow C. und gründete Anfang 2008 die Band Peter Crow C. and the Weedwackers. Gemeinsam mit seinem langjährigen Freund und Musikerkollegen Tony Ramos (harp und vocals) und dem Hamburger Bassisten Dirk Vollbrecht widmet er sich hier dem ursprünglichen Blues der 20er bis 40er Jahre. Auch als Solist ist er ein gefragter Musiker.
Im Jahr 2011 gründete Peter Crow C. zusammen mit Mr. Jelly Roll Kraemer die Band Black Patti, die beiden spielen einen Bluesstil, wie er im tiefsten Süden der USA in den 20er und 30er Jahren gespielt wurde, es kommt einem so vor als ob Blind Blake, Charley Patton oder Robert Johnson selbst auf der Bühne stehen. Die Erste gemeinsame CD wurde im auf vintage sounds spezialisiertem "Black Shack Recordings" Studio aufgenommen und beim Plattenlabel "Rhythm Bomb Records" aus London veröffentlicht.

## Diskografie
- 1999 Blues performances from 1999 (CD)
- 2000 I´ll turn your money green (CD)
- 2003 Cool Step (CD)
- 2004 Greedy Woman Blues (CD)
- 2007 Blowin the family jewels (CD)
- 2010 Evil Queen of Diamonds (CD)
- 2015 No Milk no Sugar (CD, Vinyl)